# 梁家永
梁家永（英語：LEUNG Ka-wing，1952年8月23日—），前香港電台節目主持及電台部中文台台長，曾任時事節目《千禧年代》主持人超過10年。

## 背景

### 早年發展
梁家永生於九龍深水埗北河街一所留產所，早年於石硤尾木屋區、由父親搭建的木屋居住，家有一名小16歲的胞妹，父親曾於上海化工廠及電鍍廠任職工人。梁家永就讀小六年級時因父親到洪水橋新生新村飼養雞隻維生，於是往來新界、九龍兩地生活。及至中一起正式遷入洪水橋農舍定居，並於天主教崇德英文書院就讀中一至中三年級（1964年至1967年，同屆同學有前香港警務處副處長馮兆元及前香港海關副關長黃秀培）。讀至中三時因成績差而未能於原校升讀高中，結果獲班主任推薦到其朋友任職主任、位於九龍區的學校叩門，但不獲取錄，輾轉之下到九龍塘達之路博雅英文書院完成中四至中五學業。他於1969年首次報考香港中學會考，1970年再度以自修生報考，直至1971年三度應考才能取得全科及格成績。其中第三次準備參加中學會考的同一時期，即1970年至1971年到文福道新法書院修讀預科（1971年中六）。
1971年，梁家永報讀香港浸會學院。基於考入學試時以物理科選擇題項目取得的分數較高，所以即使物理科公開試成績一般也被取錄，而自身喜歡讀化學科，他最終決定完成該物理學學位。在校時擔任過大學物理系會主席（二年級）、學生會主席（四年級，1974年至1975年）以及香港專上學生聯會代表會主席（四年級）。當他於1975年取得物理系文憑後，便到伯裘書院教授物理、化學和數學3年，晚上則到筲箕灣培元英文夜中學任教（1975年至1976年）；當時曾編製一本有聲物理學辭典，另外亦於伯裘書院任教期間接手辦理新聞學會，協助出版學生報，批評校政，最後於1978年引發「水渠事件」校政風波，成為社會新聞話題。

### 傳媒事業
1978年，他主動辭去學校教職，改到灣仔新晚報報社當港聞組記者，至1980年12月離職。之後於1980年由於得到其時已入職電台的陳毓祥介紹當下午交通報道員而加入香港電台（2人結緣於參與香港專上學生聯會活動），獲時任社康文教組主管朱培慶面試錄用。晚間於《中報》報社任職翻譯員，負責把英文電訊繙譯成中文內容。梁家永在電台工作初年由於自覺欠缺足夠的生活保障，因而一度萌生離職念頭，不過終獲朱培慶同意轉為非公務員合約員工，漸漸開始蒐集資料及主持節目《週末情趣》。1982年正式成為公務員合約員工（助理節目主任），由同年起到退休為止，主要主持時事節目。他最為人熟悉的是主持港台烽煙節目《千禧年代》（1995年至1996年起主持）。另一方面主持過《城市論壇》。
2006年，他在香港公開大學以甲等榮譽成績，取得國際研究榮譽文學士學位。

### 撤換主持人風波
2011年11月，主持《自由風自由Phone》、《千禧年代》多年的吳志森及周融突然被告知即將不再擔任有關電台節目主持，事件令各界議論紛紛。時為公共事務組節目總監的梁家永正是改革的領導人，他解釋，改革是把原為雙人主持的兩個烽煙節目，改為單人主持，及每集邀請不同政見嘉賓；他否認是廣播處長鄧忍光施壓，並謂一年前開始已構思節目改革，絕無政治因素。

### 退休後動向
2012年6月，梁家永升任為香港電台電台部中文台台長（此前是公共事務節目總監）。同年，他宣佈將於11月30日退休；而由於由11月19日開始《千禧年代》的主持由葉冠霖負責，故梁家永只擔任該節目的主持至11月16日。總結過去工作，他認為任內最安慰的事是能夠完成節目改革，並指節目主持人不應有個人立場，絕不苟同主持人「肆無忌憚表達自己意見」。
2013年6月30日，梁家永暫代車淑梅擔任《舊日的足跡》的主持。2023年3月14日起，梁家永重返香港電台第一台的《自由風自由Phone》做主持。現定居錦綉花園，是港澳信義會黃陳淑英紀念學校家長教師會永遠會長，2018年至今擔任城市規劃委員會成員。又曾於2010年代初擔任港澳信義會慕德中學獨立校董，一直都是香港觀鳥會成員。

## 個人生活
梁家永已婚，其妻是他就讀浸會學院時期中文系校友，曾是學院學生會幹事。2人婚後育有子嗣。

## 外間評價
不少聽眾讚揚梁家永「EQ高」，同事更說他是「EQ王」、「情緒無波動」。梁家永認為自己向來理性，自己比較喜歡作「和事老」。
曾與梁家永拍檔逾10年的周融指出，身為節目總監梁家永曾讚賞他的節目，背後卻批評他中斷聽眾電話，暗示他不讓聽眾發言；公開怒斥梁家永「沒有量度、人鬼同身、最好避之而遠之」。而梁家永則於香港電台節目《守下留情》中提及自己是一個民主的人，會直接指出他人的錯誤。

## 主持節目
電台
- 週末情趣
- 八十年代面面觀
- 時事大獎
- 時事沙龍
- 中華五千年
- 自由風自由PHONE
- 千禧年代

電視
- 連營珠三角
- 2007政制研討會
- 城市論壇（代主持）

## 著作
- 1985年：《脈搏人物》（與陳毓祥合著、博益出版集團）

## 外部連結
- 香港電台電台公共事務組 基本資料 （页面存档备份，存于）